# أكيليل (عنكبوت)
أُكَيْلِيْل (الاسم العلمي: Orumcekia)، جنس عناكب آسيوية من فصيلة العبشوقيات، وصفت من قبل A. Ö. Koçak & M. Kemal في 2008.

## الأنواع
اعتبارًا من أبريل 2019 احتوى الجنس على ثمانية أنواع
- Orumcekia gemata (Wang, 1994) – الصين، فيتنام
- Orumcekia jianhuii (Tang & Yin, 2002) – الصين
- Orumcekia lanna (Dankittipakul, Sonthichai & Wang, 2006) – تايلاند
- Orumcekia libo (Wang, 2003) – الصين، فيتنام
- Orumcekia mangshan (Zhang & Yin, 2001) – الصين
- Orumcekia pseudogemata (Xu & Li, 2007) – الصين
- Orumcekia sigillata (Wang, 1994) – الصين
- Orumcekia subsigillata (Wang, 2003) – الصين

## روابط خارجية
(بالfr+en) مرجع موسوعة الحياة (EOL) : أكيليل (عنكبوت) 